# Народний меморіально-літературний музей Бориса Грінченка
Народний меморіально-літературний музей Бориса Грінченка (або коротко «Меморіальний музей Б. Д. Грінченка») — музей на Луганщині, присвячений творчості Бориса Грінченка.
Музей розташовано в селі Михайлівка Перевальського району Луганщини. Частина села, в якій розташований музей, раніше і тепер називається «Олексіївка». У його відновленні значну роль відіграв відомий на Луганщині письменник та культурний діяч Юрій Єненко.

## Шлях до музею
Музей розташований прямо в селі.

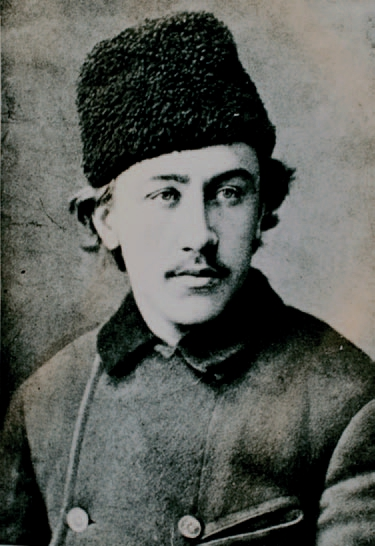
Борис Грінченко — народний учитель. 1883 р.

Знак при дорозі, що вказує дорогу до музею Грінченка

Музей Грінченка. Двір меморіального комплексу: видно пам'ятник Грінченку та Олексіївську гімназію

1879 року в Олексіївці (тоді в межах Катеринославщини) було відкрито Народну школу, збудовану на кошти мецената Олексія Алчевського, за сприяння його дружини Христини Данилівни.

## Історична довідка
Історія зв'язку життя Бориса Грінченка з селом Олексіївка пов'язана початком трудового шляху педагога. Яна Ярошук, детально описуючи цей зв'язок, зокрема зазначає:

## Турботи про музей
У Постанові Верховної Ради України 2013 року про відзначення 150-річчя з дня народження Бориса Грінченка відзначено, що до дня народження (9 грудня) силами Луганської облради та Луганської ОДА буде забезпечено ремонтні та реставраційні роби у меморіальному музеї Б. Д. Грінченка в смт Михайлівці Перевальського району Луганської області.
У серпні 2013 року село Олексіївку і музей Грінченка відвідав письменник Дмитро Капранов, який привіз для місцевої бібліотеки книжки.